# Matías Cabrera (calciatore 2002)
Matías Andrés Cabrera García, noto semplicemente come Matías Cabrera (Montevideo, 8 marzo 2002), è un calciatore uruguaiano, centrocampista del Fénix.

## Carriera
Cresciuto nel settore giovanile del Montevideo City Torque, debutta in prima squadra il 3 ottobre 2021 in occasione dell'incontro di Primera División Profesional de Uruguay vinto 4-3 contro il Boston River.
Il 16 ottobre seguente realizza la sua prima rete nella sconfitta casalinga per 1-2 contro il Rentistas.

## Statistiche

### Presenze e reti nei club
Statistiche aggiornate al 25 ottobre 2021.
| Stagione        | Squadra                | Campionato      | Campionato | Campionato | Coppe nazionali | Coppe nazionali | Coppe nazionali | Coppe continentali | Coppe continentali | Coppe continentali | Altre coppe | Altre coppe | Altre coppe | Totale | Totale |
| Stagione        | Squadra                | Comp            | Pres       | Reti       | Comp            | Pres            | Reti            | Comp               | Pres               | Reti               | Comp        | Pres        | Reti        | Pres   | Reti   |
| --------------- | ---------------------- | --------------- | ---------- | ---------- | --------------- | --------------- | --------------- | ------------------ | ------------------ | ------------------ | ----------- | ----------- | ----------- | ------ | ------ |
| 2021            | Montevideo City Torque | PD              | 4          | 1          |                 | -               | -               |                    | -                  | -                  |             | -           | -           | 4      | 1      |
| Totale carriera | Totale carriera        | Totale carriera | 4          | 1          |                 | -               | -               |                    | 0                  | 0                  |             | -           | -           | 4      | 1      |